# عطية البلقاسي
عطية أحمد البلقاسي لاعب كرة قدم مصري في مركز قلب الدفاع ، يلعب حاليًا ل نادي دمياط الرياضي منتقلا من نادي الأوليمبي الذي انضم له لمدة موسم واحد بعد عودته من الدوري العماني، وكان وقع على عقود انتقال لنادي الرجاء بمرسى مطروح إلا أنه فسخ تعاقده بالتراضي مع النادي وفضل الانتقال للأوليمبي خاصة أن النادي السكندري هو بيته.وانتقل مؤخرا الي نادي دمياط الرياضي بعقد بواقع 4 أشهر يمتد حتي نهاية الدور التاني من الموسم الحالي بالدرجة الثالثة

## روابط خارجية
- عطية البلقاسي